# 동이

사이의 명칭

동이(東夷, 영어: Dongyi, Eastern Yi)는 중국의 동쪽에 사는 이민족을 일컬어 부르는 역사 용어이다. 시대에 따라 그 의미가 변했으며 한나라 이전 동이는 현재 중국의 산둥성, 장쑤성, 허베이성 일대에 살던 이민족을 통틀어서 일컫는 말이었다. 한나라 이후 동이는 만주, 한반도, 일본 등 중국의 동쪽에 거주하는 이민족을 부르는 말로 바뀌었다. 오늘날 한민족(韓民族) 원류를 형성하는 부여, 고구려, 백제, 예맥, 삼한 등이 동이로 불렸으며, 말갈, 선비, 오환, 왜 등도 동이로 불렸다. 일부 한국의 재야사학 인사들은 동이 전체를 한민족으로 간주하고 추앙하기도 하나, 동이 전체를 한민족(韓民族)과 동일시하는 시각은 타당하지 않으며 학계에서 받아들이지 않는다.

## 역사
동이는 중국을 중심으로 동쪽에 거주하는 이민족을 가리키는 말로 사용되었다. '사이(四夷)'와 같이 이(夷)는 오랑캐 전체를 일컫는 대명사로도 사용되었으나, 일반적으로 동서남북의 각 방위에 따라 오랑캐를 구분하여 동이·서융(西戎)·남만(南蠻)·북적(北狄)으로 불렀다.
동이가 최초로 등장하는 기록은 은(殷) 시대의 갑골문자로, 이(夷)에 해당하는 갑골문자는 尸(주검 시)와 유사한 형태로 나타난다. 《설문해자》(說文解字)에는 이(夷)의 어원을 '큰 활을 가진 사람'이라 해석하였으며, '이(夷)'라는 글자가 '대(大)'와 '궁(弓)'이 합쳐서 만들어졌다는 추측이 전통적인 관점이었으나, 갑골문자의 발굴 결과와 다르기 때문에 현재는 인정되지 않고 있다.
상나라 시기 및 그 이전 시대를 기록하고 있는 문헌에서 등장하는 동이는 주로 산둥성, 허베이성, 장쑤성 일대에 거주하고 있는 종족으로, 중국 역사의 한 축을 담당하였다. 삼황오제(三皇五帝)의 여러 제왕들을 비롯하여 은나라까지 동이 출신으로 기록하기도 한다. 당시의 동이를 9개의 종족으로 구분하여 구이(九夷)라고 부르기도 하는데, 《후한서》〈동이전〉에서는 이들 구이를 견이(畎夷)·우이(于夷)·방이(方夷)·황이(黃夷)·백이(白夷)·적이(赤夷)·현이(玄夷)·풍이(風夷)·양이(陽夷)로 구분하고 있으나 그 외에도 다양한 구분법이 기록으로 남아 있다. 그러나 九라는 글자가 단순히 많다는 의미를 가져 구이는 동이의 수많은 종족을 가리키는 것으로 보는 것이 옳은 용법이다.
주나라 시기의 동이는 춘추전국 시대에 이르면 산둥반도의 래이(萊夷)나 장시 성의 회이 등의 작은 세력으로 축소되었다.
한나라 시기의 동이는 만주·한반도·일본 열도의 종족들을 가리키는 말이 되었고, 이전의 동이와 문화적·혈연적으로 아무런 관련이 없다고 보는 것이 일반적이다.
한민족의 동이의 기록은 중국 역사서 삼국지〈동이전(東夷傳)〉에 기록되었기 때문에, 대한민국에서는 동이전 기록을 바탕으로 동이가 한민족을 가리키는 말로 이해되고 있다.

## 동이의 용례
동이는 동쪽 오랑캐를 가리키는 일반명사로도 사용되었으며, 한국의 옛 나라들은 자국의 동쪽에 위치한 국가나 부족을 동이라 불렀던 흔적이 남아 전해진다. 중원고구려비에는 신라를 동이라 칭하고 있으며, 조선 시대에는 일본을 동이라 칭하기도 했다. 일본 역시 헤이안 시대부터 아이누 민족을 이(夷) 또는 에조(蝦夷)라 칭하며 오랑캐로 취급하였다. 헤이안 시대에 아이누 족을 공격하는 직책을 맡은 대장은 세이이타이쇼군 (정이대장군, 征夷大将軍)에 임명되기도 했다.

## 문헌
《후한서(後漢書)》 이후 중국의 역대 정사들은 열전 부분에서 〈동이전〉이나 기타 이민족의 열전을 편성하고 그 안에서 동이의 역사를 독자적으로 기록하고 있다. 동이전에 기록된 종족들은 한민족에 해당하는 여러 종족을 비롯하여 왜·말갈·유구 등이며, 주로 한민족의 기록이 중심이 되었다.
- 《후한서》(後漢書)제85권 〈동이전〉은 부여·읍루·고구려·동옥저·예·한 등 한민족의 원류를 형성한다고 여겨지는 여러 종족들을 다루어 한국사 연구에 귀중한 자료가 된다. 후한서에서 구이라 하면 견이(獻夷), 어이(於夷), 방이(方夷), 황이(黃夷), 백이(白夷), 적이(赤夷), 풍이(風夷), 양이(陽夷)를 칭하고, 이확(爾霍) 이순(李巡)의 주(註)에는 현도(玄莵), 낙랑(樂浪), 고려(高麗), 만식(滿飾), 부유(鳧臾), 소가(素家), 동도(東屠), 왜인(倭人), 천비(天鄙)를 칭한다.[5]
- 《삼국지》(三國志) 〈위서〉(魏書) 제30권 '오환선비동이전'(烏丸鮮卑東夷傳)은 동예, 부여, 고구려, 옥저, 왜를 동이에 해당하는 항목에서 서술하고 있다.
- 《진서》(晉書)97권 〈사이전〉(四夷傳)에는 동이 항목에서 부여국, 마한, 진한, 숙신씨(肅慎氏), 왜인(倭人) 등을 서술하고 있다.
- 《송서》(宋書), 《남제서》(南齊書), 《양서》(梁書), 《위서》(魏書), 《주서》(周書), 《수서》(隋書) 등 남북조 시대의 사서들에도 각기 〈동이전〉, 〈이만전〉(夷蠻傳), 〈동남이전〉(東南夷傳) 등이 편성·기록되어 있다.
- 《구당서》(舊唐書), 《신당서》(新唐書)의 〈동이전〉에는 고구려, 백제, 신라 등의 역사가 기록되어 있다. 특이사항으로는 이전의 정사에서 일반적으로 동이로 취급되던 말갈이 북적으로 바뀌어 기록되어 있다는 점이 있다.

## 같이 보기
- 동북공정
- 존화양이(尊華攘夷)
- 화이동근(華夷同根)
- 화하족
- 한족
- 서융
- 남만
- 북적